# Mark Parkinson
Mark Vincent Parkinson (Wichita, 24 giugno 1957) è un politico, imprenditore e avvocato statunitense, governatore del Kansas dal 2009 al 2011.

## Biografia
Parkinson nasce a Wichita, nel Kansas, il 24 giugno 1957. Suo padre, Hank Parkinson, lavorava nel mondo della pubblicità e delle pubbliche relazioni. Nel 1980 si è laureato con lode alla Wichita State University e nel 1984 ottiene un dottorato in legge all'Università del Kansas. Dopo la laurea praticò subito la professione.
Nel 1986 fondò lo studio legale "Parkinson, Foth & Orrick", che poi lascerà dieci anni dopo per occuparsi di assistenza agli anziani.
Già nel 1991 entrò in politica da repubblicano venendo eletto alla Camera dei rappresentanti del Kansas. Vi resterà in carica per soli due anni, quando deciderà di entrare al Senato del Kansas.
Alla fine del 2006 abbandona il Partito Repubblicano e aderisce a quello democratico, in concomitanza con la sua nomina a vicegovernatore del Kansas da parte della governatrice Kathleen Sebelius, carica che assumerà il 4 gennaio 2007.
Il 28 aprile 2009 assumerà la carica di governatore dopo che la Sebelius si era dimessa per assumere la carica di segretaria della salute e dei servizi umani nell'amministrazione Obama. Deciderà di non presentarsi per un mandato pieno e rimarrà in carica fino al 10 gennaio 2011, quando gli succede il repubblicano Sam Brownback.

## Vita privata
Parkinson è sposato dal 1983 con Stacy Abbott, anch'ella avvocato, da cui ha avuto tre figli.